# Dirk van Dalen

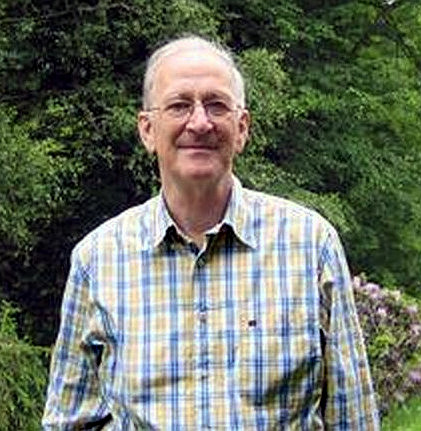
Dirk van Dalen

Dirk van Dalen (Amsterdam, 20 december 1932) is een Nederlandse wiskundige en wetenschapshistoricus. Hij was hoogleraar geschiedenis van de logica en filosofie van de wiskunde.
Van Dalen studeerde wiskunde en natuur- en sterrenkunde aan de Universiteit van Amsterdam. Geïnspireerd door het werk van L.E.J. Brouwer en Arend Heyting promoveerde hij in 1963 aan de Universiteit van Amsterdam met het proefschrift Extension problems in intuitionistic plane projective geometry.
Van 1964 tot 1966 doceerde Van Dalen logica en wiskunde aan het Massachusetts Institute of Technology, en later ook de universiteit van Oxford. Vanaf 1967 was hij hoogleraar aan de Universiteit van Utrecht. Gepromoveerd bij Dirk van Dalen zijn o.a. Henk Barendregt, Jan Bergstra, Jan van Leeuwen en Albert Visser. In 2003 ontving Dirk van Dalen de Akademiepenning 2003 van de Koninklijke Nederlandse Akademie van Wetenschappen voor z'n inspanningen om het denken van L.E.J. Brouwer internationaal onder de aandacht te brengen.

## Werken
De belangrijkste werken van Dirk van Dalen zijn:
- (en) Van Dalen, Dirk, Bar-Hillel, Yehoshua, Levy, Azriel (1958). Foundations of Set Theory. North Holland, Amsterdam.
- (en) Van Dalen, Dirk (1963). Extension problems in intuitionistic plane projective geometry "dissertation"
- Van Dalen, D., Doets, H.C., De Swart, H.C.M. (1975). Verzamelingen - naïef, axiomatisch en toegepast. Oosthoek, Scheltema & Holkema, Utrecht, pp. 364. ISBN 9789031300587.
- (en) Van Dalen, Dirk (2013). Logic and Structure, 5. Springer, London, Heidelberg, New York, Dordrecht. DOI:10.1007/978-1-4471-4558-5 [1980]. ISBN 978-1447145578.
- (en) Van Dalen, Dirk (1981). Brouwer's Cambridge Lectures on Intuitionism. Cambridge University Press. DOI:10.1112/blms/14.4.356.
- (en) Troelstra, A. S., van Dalen, D. (1988). Constructivism in Mathematics: An Introduction, Volume 1. North-Holland, Amsterdam. ISBN 9780444702661.
- (en) Troelstra, A. S., van Dalen, D. (1988a). Constructivism in Mathematics: An Introduction, Volume 2. North-Holland, Amsterdam. ISBN 9780444703583.
- (en) Van Dalen, Dirk, Ebbinghaus, Heinz-Dieter  (Juni 1988). Zermelo and the Skolem Paradox. The Bulletin of Symbolic Logic  6 (2): 145-161. DOI:10.2307/421203.
- (en) Van Dalen, Dirk (2001), 'Intuitionistic Logic', in: Goble, Lou (ed.),    The Blackwell Guide to Philosophical Logic, Blackwell, New York. DOI:10.1002/9781405164801.ch11. ISBN 9780631206934.
- (en) Van Dalen, Dirk  (20 juni 2011). Brouwer's ϵ-fixed point and Sperner's lemma. Theoretical Computer Science  412 (28): 3140-3144. DOI:10.1016/j.tcs.2011.04.002.

Over Dirk van Dalen:
- Barendregt, Henk (red.), e.a. (1993). Dirk van Dalen Festschrift. University of Utrecht, Department of Philosophy.
- (en) Gurevich, Yuri (red.), e.a. (1995). Special issue: a tribute to Dirk van Dalen. North-Holland, Amsterdam.